# Scherma ai Giochi della XX Olimpiade - Spada a squadre maschile
La competizione della spada a squadre maschile  di scherma ai Giochi della XX Olimpiade si tenne nei giorni 8 e 9 settembre 1972 alla Fechthallen I di Monaco di Baviera.

## Programma
| Data        | Round            | Note                 |
| ----------- | ---------------- | -------------------- |
| 8 settembre | 1º turno         | 5 gironi eliminatori |
| 8 settembre | Quarti di finale |                      |
| 9 settembre | Semifinali       |                      |
| 9 settembre | Finali           |                      |

## Incontri

### Prima fase
5 gruppi. Le migliori 6 squadre, in base alla percentuale di vittorie/sconfitte e attacchi persi/attacchi persi, avanzano ai quarti di finale. 
Dalla 7 alla 10 agli ottavi di finale.

#### Gruppo A
Classifica
| Pos. | Nazione       | Vittorie | VI | SI | Incontri           | Incontri            | Incontri                 | Incontri          |
| Pos. | Nazione       | Vittorie | VI | SI | Francia (bandiera) | Norvegia (bandiera) | Gran Bretagna (bandiera) | Libano (bandiera) |
| ---- | ------------- | -------- | -- | -- | ------------------ | ------------------- | ------------------------ | ----------------- |
| 1    | Francia       | 3        | 31 | 14 | X                  | 9-4                 | 10-6                     | 12-4              |
| 2    | Norvegia      | 2        | 26 | 19 | 4-9                | X                   | 9-7                      | 13-3              |
| 3    | Gran Bretagna | 0        | 13 | 19 | 6-10               | 7-9                 | X                        | ND                |
| 4    | Libano        | 0        | 7  | 25 | 4-12               | 3-13                | ND                       | X                 |

Incontri
| Atleti (Vittorie individuali)                                                                | Nazione | VT | VT | Nazione | Atleti (Vittorie individuali)                                            |
| -------------------------------------------------------------------------------------------- | ------- | -- | -- | ------- | ------------------------------------------------------------------------ |
| François Jeanne (2), Jacques Brodin (4) Pierre Marchand (2), Jean-Pierre Allemand (4)        | FRA     | 12 | 4  | LIB     | Ali Chekr (2), Ali Sleiman (2) Yves Daniel Darricau (0), Fawzi Merhi (0) |
| Jan von Koss (1), Jeppe Normann (4) Ole Mørch (4), Claus Mørch Jr. (0)                       | NOR     | 9  | 7  | GBR     | Ralph Johnson (1), Graham Paul (2) Bill Hoskyns (2), Teddy Bourne (2)    |
| François Jeanne (3), Jacques Brodin (3) Jean-Pierre Allemand (4), Pierre Marchand (0)        | FRA     | 10 | 6  | GBR     | Teddy Bourne (1), Bill Hoskyns (3) Graham Paul (1), Ted Hudson (1)       |
| Jan von Koss (4), Jeppe Normann (4) Ole Mørch (2), Claus Mørch Jr. (3)                       | NOR     | 13 | 3  | LIB     | Ali Chekr (1), Ali Sleiman (1) Yves Daniel Darricau (1), Fawzi Merhi (0) |
| François Jeanne (3), Jacques Brodin (2) Jean-Pierre Allemand (2), Jacques La Degaillerie (2) | FRA     | 9  | 4  | NOR     | Ole Mørch (3), Jeppe Normann (1) Claus Mørch Jr. (0), Ole Mørch (0)      |

#### Gruppo B
Classifica
| Pos. | Nazione          | Vittorie | VI | SI | Incontri                    | Incontri           | Incontri          | Incontri          |
| Pos. | Nazione          | Vittorie | VI | SI | Unione Sovietica (bandiera) | Austria (bandiera) | Italia (bandiera) | Canada (bandiera) |
| ---- | ---------------- | -------- | -- | -- | --------------------------- | ------------------ | ----------------- | ----------------- |
| 1    | Unione Sovietica | 3        | 35 | 9  | X                           | 9-3                | 13-3              | 13-3              |
| 2    | Austria          | 2        | 24 | 20 | 3-9                         | X                  | 9-7               | 12-4              |
| 3    | Italia           | 0        | 10 | 22 | 3-13                        | 7-9                | X                 | ND                |
| 4    | Canada           | 0        | 7  | 25 | 3-13                        | 4-12               | ND                | X                 |

Incontri
| Atleti (Vittorie individuali)                                                          | Nazione | VT | VT | Nazione | Atleti (Vittorie individuali)                                                                 |
| -------------------------------------------------------------------------------------- | ------- | -- | -- | ------- | --------------------------------------------------------------------------------------------- |
| Georgij Zažickij (3), Viktor Modzalevskij (3) Sergej Paramonov (3), Igor' Valetov (4)  | URS     | 13 | 3  | CAN     | Magdy Conyd (1), Gerry Wiedel (1) Lester Wong (1), Herbert Obst (0)                           |
| Karl-Heinz Müller (2), Rudolf Trost (3) Roland Losert (3), Herbert Polzhuber (1)       | AUT     | 9  | 7  | ITA     | Nicola Granieri (4), Gianluigi Saccaro (1) Claudio Francesconi (1), Pier Alberto Testoni (1)  |
| Georgij Zažickij (4), Grigorij Kriss (2) Viktor Modzalevskij (4), Igor' Valetov (3)    | URS     | 13 | 3  | ITA     | Claudio Francesconi (1), Pier Alberto Testoni (2) Nicola Granieri (0), Gianluigi Placella (0) |
| Karl-Heinz Müller (3), Rudolf Trost (3) Roland Losert (3), Herbert Polzhuber (3)       | AUT     | 12 | 4  | CAN     | Magdy Conyd (2), Gerry Wiedel (2) Herbert Obst (0), Lester Wong (0)                           |
| Viktor Modzalevskij (3), Sergej Paramonov (2) Georgij Zažickij (1), Grigorij Kriss (3) | URS     | 9  | 3  | AUT     | Karl-Heinz Müller (1), Roland Losert (1) Rudolf Trost (1), Herbert Polzhuber (0)              |

#### Gruppo C
Classifica
| Pos. | Nazione        | Vittorie | VI | SI | Incontri            | Incontri          | Incontri                  | Incontri             |
| Pos. | Nazione        | Vittorie | VI | SI | Ungheria (bandiera) | Svezia (bandiera) | Germania Ovest (bandiera) | Danimarca (bandiera) |
| ---- | -------------- | -------- | -- | -- | ------------------- | ----------------- | ------------------------- | -------------------- |
| 1    | Ungheria       | 2        | 31 | 14 | X                   | 5-10              | 10-4                      | 16-0                 |
| 2    | Svezia         | 2        | 27 | 18 | 10-5                | X                 | 7-8                       | 10-5                 |
| 3    | Germania Ovest | 2        | 20 | 21 | 4-10                | 8-7               | X                         | 8-4                  |
| 4    | Danimarca      | 0        | 9  | 34 | 0-16                | 5-10              | 4-8                       | X                    |

Incontri
| Atleti (Vittorie individuali)                                              | Nazione | VT | VT | Nazione | Atleti (Vittorie individuali)                                                            |
| -------------------------------------------------------------------------- | ------- | -- | -- | ------- | ---------------------------------------------------------------------------------------- |
| István Osztrics (2), Sándor Erdős (3) Csaba Fenyvesi (3), Pál Schmitt (2)  | HUN     | 10 | 4  | FRG     | Hans-Jürgen Hehn (1), Reinhold Behr (0) Dieter Jung (2), Dieter Jung (1)                 |
| Hans Wieselgren (3), Carl von Essen (2) Orvar Jönsson (1), Rolf Edling (4) | SWE     | 10 | 5  | DEN     | Peter Askjær-Friis (1), Torben Bjerre-Poulsen (1) Ivan Kemnitz (1), Reinhard Münster (2) |
| István Osztrics (4), Sándor Erdős (4) Csaba Fenyvesi (4), Pál Schmitt (4)  | HUN     | 16 | 0  | DEN     | Peter Askjær-Friis (0), Torben Bjerre-Poulsen (0) Ivan Kemnitz (0), Reinhard Münster (0) |
| Hans-Jürgen Hehn (1), Reinhold Behr (3) Dieter Jung (2), Harald Hein (2)   | FRG     | 8  | 7  | SWE     | Carl von Essen (1), Rolf Edling (3) Orvar Jönsson (3), Hans Wieselgren (0)               |
| Reinhold Behr (1), Max Geuter (3) Hans-Jürgen Hehn (3), Dieter Jung (1)    | FRG     | 8  | 4  | DEN     | Jørgen Thorup (1), Torben Bjerre-Poulsen (2) Ivan Kemnitz (1), Reinhard Münster (0)      |
| Per Sundberg (3), Carl von Essen (2) Orvar Jönsson (3), Rolf Edling (2)    | SWE     | 10 | 5  | HUN     | Győző Kulcsár (1), Csaba Fenyvesi (3) Pál Schmitt (1), Sándor Erdős (0)                  |

#### Gruppo D
Classifica
| Pos. | Nazione     | Vittorie | VI | SI | Incontri            | Incontri           | Incontri               | Incontri           |
| Pos. | Nazione     | Vittorie | VI | SI | Svizzera (bandiera) | Polonia (bandiera) | Lussemburgo (bandiera) | Messico (bandiera) |
| ---- | ----------- | -------- | -- | -- | ------------------- | ------------------ | ---------------------- | ------------------ |
| 1    | Svizzera    | 3        | 36 | 11 | X                   | 9-6                | 12-4                   | 15-1               |
| 2    | Polonia     | 2        | 26 | 20 | 6-9                 | X                  | 9-6                    | 11-5               |
| 3    | Lussemburgo | 0        | 10 | 21 | 4-12                | 6-9                | X                      | ND                 |
| 4    | Messico     | 0        | 6  | 26 | 1-15                | 5-11               | ND                     | X                  |

Incontri
| Atleti (Vittorie individuali)                                                             | Nazione | VT | VT | Nazione | Atleti (Vittorie individuali)                                                           |
| ----------------------------------------------------------------------------------------- | ------- | -- | -- | ------- | --------------------------------------------------------------------------------------- |
| Bohdan Andrzejewski (2), Jerzy Janikowski (2) Henryk Nielaba (3), Kazimierz Barburski (2) | POL     | 9  | 6  | LUX     | Robert Schiel (2), Aly Doerfel (2) Alain Anen (2), Romain Manelli (0)                   |
| Peter Lötscher (4), Christian Kauter (3) Guy Evéquoz (4), Daniel Giger (4)                | SUI     | 15 | 1  | MEX     | Carlos Calderón (0), Jorge Castillejos (1) Hermilo Leal (0), Luis Stephens (0)          |
| Jerzy Janikowski (3), Bogdan Gonsior (3) Bohdan Andrzejewski (3), Kazimierz Barburski (2) | POL     | 11 | 5  | MEX     | Carlos Calderón (3), Jorge Castillejos (1) Hermilo Leal (0), Luis Stephens (1)          |
| Guy Evéquoz (2), François Suchanecki (3) Daniel Giger (3), Christian Kauter (4)           | SUI     | 12 | 4  | LUX     | Robert Schiel (2), Romain Manelli (1) Alain Anen (1), Aly Doerfel (0)                   |
| François Suchanecki (2), Peter Lötscher (3) Daniel Giger (2), Christian Kauter (2)        | SUI     | 9  | 6  | POL     | Bogdan Gonsior (1), Bohdan Andrzejewski (2) Kazimierz Barburski (1), Henryk Nielaba (2) |

#### Gruppo E
Classifica
| Pos. | Nazione      | Vittorie | VI | SI | Incontri           | Incontri               | Incontri                | Incontri             |
| Pos. | Nazione      | Vittorie | VI | SI | Romania (bandiera) | Stati Uniti (bandiera) | Germania Est (bandiera) | Argentina (bandiera) |
| ---- | ------------ | -------- | -- | -- | ------------------ | ---------------------- | ----------------------- | -------------------- |
| 1    | Romania      | 2        | 32 | 16 | X                  | 8-8                    | 11-5                    | 13-3                 |
| 2    | Stati Uniti  | 2        | 30 | 18 | 8-8                | X                      | 8-8                     | 14-2                 |
| 3    | Germania Est | 2        | 26 | 22 | 5-11               | 8-8                    | X                       | 13-3                 |
| 4    | Argentina    | 0        | 8  | 40 | 3-13               | 2-14                   | 3-13                    | X                    |

Incontri
| Atleti (Vittorie individuali)                                                      | Nazione | VT     | VT     | Nazione | Atleti (Vittorie individuali)                                                      |
| ---------------------------------------------------------------------------------- | ------- | ------ | ------ | ------- | ---------------------------------------------------------------------------------- |
| Eckhard Mannischeff (2), Bernd Uhlig (1) Hans-Peter Schulze (3), Harry Fiedler (2) | GDR     | 8 (65) | 8 (61) | USA     | Todd Makler (2), George Masin (1) Stephen Netburn (2), James Melcher (3)           |
| Constantin Duţu (3), Costică Bărăgan (2) Anton Pongratz (4), Alexandru Istrate (4) | ROU     | 13     | 3      | ARG     | Daniel Feraud (1), Fernando Lúpiz (1) Guillermo Saucedo (0), Omar Vergara (1)      |
| Horst Melzig (2), Hans-Peter Schulze (4) Bernd Uhlig (4), Harry Fiedler (3)        | GDR     | 13     | 3      | ARG     | Daniel Feraud (1), Fernando Lúpiz (0) Guillermo Saucedo (1), Omar Vergara (1)      |
| Todd Makler (1), James Melcher (2) Scotty Bozek (3), Stephen Netburn (2)           | USA     | 8 (64) | 8 (59) | ROU     | Costică Bărăgan (2), Constantin Duţu (3) Alexandru Istrate (2), Anton Pongratz (1) |
| Scotty Bozek (3), James Melcher (4) Stephen Netburn (4), Todd Makler (3)           | USA     | 14     | 2      | ARG     | Daniel Feraud (0), Fernando Lúpiz (1) Guillermo Saucedo (0), Omar Vergara (1)      |
| Costică Bărăgan (3), Constantin Duţu (3) Anton Pongratz (3), Alexandru Istrate (2) | ROU     | 11     | 5      | GDR     | Eckhard Mannischeff (1), Hans-Peter Schulze (2) Bernd Uhlig (1), Harry Fiedler (1) |

## Eliminazione diretta
|  | Ottavi      | Ottavi      | Ottavi |  |  | Quarti di finale | Quarti di finale | Quarti di finale |   |          | Semifinali | Semifinali | Semifinali |         |                  | Finale           | Finale | Finale |
|  |             |             |        |  |  |                  |                  |                  |   |          |            |            |            |         |                  |                  |        |        |
|  |             |             |        |  |  |                  |                  |                  |   |          |            |            |            |         |                  |                  |        |        |
|  |             |             |        |  |  | Ungheria         | Ungheria         | 9                |   |          |            |            |            |         |                  |                  |        |        |
|  |             |             |        |  |  | Polonia          | Polonia          | 1                |   |          |            |            |            |         |                  |                  |        |        |
|  |             |             |        |  |  |                  |                  |                  |   | Ungheria | Ungheria   | 8          |            |         |                  |                  |        |        |
|  |             |             |        |  |  |                  | Unione Sovietica | Unione Sovietica | 5 |          |            |            |            |         |                  |                  |        |        |
|  |             |             |        |  |  | Unione Sovietica | Unione Sovietica | 8                |   |          |            |            |            |         |                  |                  |        |        |
|  | Svezia      | Svezia      | 9      |  |  | Svezia           | Svezia           | 7                |   |          |            |            |            |         |                  |                  |        |        |
|  | Stati Uniti | Stati Uniti | 2      |  |  |                  |                  |                  |   |          | Ungheria   | Ungheria   | 9          |         |                  |                  |        |        |
|  |             |             |        |  |  |                  | Svizzera         | Svizzera         | 4 |          |            |            |            |         |                  |                  |        |        |
|  |             |             |        |  |  | Svizzera         | Svizzera         | 9                |   |          |            |            |            |         |                  |                  |        |        |
|  |             |             |        |  |  | Romania          | Romania          | 2                |   |          |            |            |            |         |                  |                  |        |        |
|  |             |             |        |  |  |                  |                  |                  |   | Svizzera | Svizzera   | 8          |            | 3 posto | 3 posto          | 3 posto          |        |        |
|  |             |             |        |  |  |                  | Francia          | Francia          | 5 |          |            |            |            |         |                  |                  |        |        |
|  |             |             |        |  |  | Francia          | Francia          | 8                |   |          |            |            |            |         | Unione Sovietica | Unione Sovietica | 9      |        |
|  | Norvegia    | Norvegia    | 9      |  |  | Norvegia         | Norvegia         | 2                |   | Francia  | Francia    | 4          |            |         |                  |                  |        |        |
|  | Austria     | Austria     | 3      |  |  |                  |                  |                  |   |          |            |            |            |         |                  |                  |        |        |

Torneo consolazione
|  | Semifinali 5º posto | Semifinali 5º posto | Semifinali 5º posto |         |         | Finale 5º posto | Finale 5º posto | Finale 5º posto |  |
|  |                     |                     |                     |         |         |                 |                 |                 |  |
|  | Romania             | Romania             | 9                   |         |         |                 |                 |                 |  |
|  | Romania             | Romania             | 9                   |         |         |                 |                 |                 |  |
|  | Norvegia            | Norvegia            | 5                   |         |         |                 |                 |                 |  |
|  | Norvegia            | Norvegia            | 5                   |         | Romania | Romania         | 9               |                 |  |
|  |                     |                     |                     |         | Romania | Romania         | 9               |                 |  |
|  |                     |                     | Polonia             | Polonia | 3       |                 |                 |                 |  |
|  | Polonia             | Polonia             | Polonia             | Polonia | 3       | 9               |                 |                 |  |
|  | Polonia             | Polonia             |                     |         |         |                 |                 |                 |  |
|  | Svezia              | Svezia              | 7                   |         |         |                 |                 |                 |  |

### Ottavi
| Atleti (Vittorie individuali)                                          | Nazione | VT | VT | Nazione | Atleti (Vittorie individuali)                                                    |
| ---------------------------------------------------------------------- | ------- | -- | -- | ------- | -------------------------------------------------------------------------------- |
| Jan von Koss (3), Jeppe Normann (2) Ole Mørch (2), Claus Mørch Jr. (2) | NOR     | 9  | 3  | AUT     | Rudolf Trost (1), Roland Losert (1) Herbert Polzhuber (1), Karl-Heinz Müller (0) |
| Orvar Jönsson (3), Rolf Edling (3) Orvar Jönsson (2), Per Sundberg (1) | SWE     | 9  | 2  | USA     | Scotty Bozek (1), James Melcher (1) George Masin (0), Stephen Netburn (0)        |

### Quarti di finale
| Atleti (Vittorie individuali)                                                                | Nazione | VT | VT | Nazione | Atleti (Vittorie individuali)                                                        |
| -------------------------------------------------------------------------------------------- | ------- | -- | -- | ------- | ------------------------------------------------------------------------------------ |
| François Jeanne (1), Jacques Brodin (3) Jean-Pierre Allemand (2), Jacques La Degaillerie (2) | FRA     | 8  | 2  | NOR     | Ole Mørch (1), Claus Mørch Jr. (1) Jan von Koss (0), Jeppe Normann (0)               |
| François Suchanecki (2), Peter Lötscher (2) Daniel Giger (3), Christian Kauter (2)           | SUI     | 9  | 2  | ROU     | Constantin Duţu (1), Anton Pongratz (1) Nicolae Iorgu (0), Alexandru Istrate (0)     |
| István Osztrics (3), Győző Kulcsár (3) Csaba Fenyvesi (1), Pál Schmitt (2)                   | HUN     | 9  | 1  | POL     | Henryk Nielaba (1), Bohdan Andrzejewski (0) Jerzy Janikowski (0), Bogdan Gonsior (0) |
| Grigorij Kriss (2), Viktor Modzalevskij (1) Igor' Valetov (2), Sergej Paramonov (3)          | URS     | 8  | 7  | SWE     | Rolf Edling (3), Orvar Jönsson (1) Carl von Essen (3), Per Sundberg (0)              |

### Semifinali 5º posto
| Atleti (Vittorie individuali)                                                             | Nazione | VT | VT | Nazione | Atleti (Vittorie individuali)                                              |
| ----------------------------------------------------------------------------------------- | ------- | -- | -- | ------- | -------------------------------------------------------------------------- |
| Anton Pongratz (4), Costică Bărăgan (3) Alexandru Istrate (1), Constantin Duţu (1)        | ROU     | 9  | 5  | NOR     | Ole Mørch (2), Jeppe Normann (1) Claus Mørch Jr. (2), Jan von Koss (0)     |
| Henryk Nielaba (3), Bohdan Andrzejewski (2) Jerzy Janikowski (2), Kazimierz Barburski (2) | POL     | 9  | 7  | SWE     | Orvar Jönsson (3), Rolf Edling (2) Carl von Essen (2), Hans Wieselgren (0) |

### Semifinali
| Atleti (Vittorie individuali)                                                   | Nazione | VT | VT | Nazione | Atleti (Vittorie individuali)                                                                |
| ------------------------------------------------------------------------------- | ------- | -- | -- | ------- | -------------------------------------------------------------------------------------------- |
| Győző Kulcsár (2), Csaba Fenyvesi (4) Pál Schmitt (2), István Osztrics (0)      | HUN     | 8  | 5  | URS     | Grigorij Kriss (1), Georgij Zažickij (2) Igor' Valetov (1), Sergej Paramonov (1)             |
| François Suchanecki (2), Guy Evéquoz (3) Daniel Giger (2), Christian Kauter (1) | SUI     | 8  | 5  | FRA     | Jacques Brodin (1), Jean-Pierre Allemand (3) Jacques La Degaillerie (1), François Jeanne (0) |

### Finali
| Atleti (Vittorie individuali)                                                         | Nazione         | VT              | VT              | Nazione         | Atleti (Vittorie individuali)                                                                |
| Finale 5º posto                                                                       | Finale 5º posto | Finale 5º posto | Finale 5º posto | Finale 5º posto | Finale 5º posto                                                                              |
| ------------------------------------------------------------------------------------- | --------------- | --------------- | --------------- | --------------- | -------------------------------------------------------------------------------------------- |
| Anton Pongratz (2), Costică Bărăgan (2) Constantin Duţu (2), Alexandru Istrate (3)    | ROU             | 9               | 3               | POL             | Henryk Nielaba (1), Kazimierz Barburski (2) Bohdan Andrzejewski (0), Bogdan Gonsior (0)      |
| Finale 3º posto                                                                       |                 |                 |                 |                 |                                                                                              |
| Viktor Modzalevskij (3), Georgij Zažickij (2) Sergej Paramonov (2), Igor' Valetov (2) | URS             | 9               | 4               | FRA             | François Jeanne (1), Jacques Brodin (1) Jacques La Degaillerie (2), Jean-Pierre Allemand (0) |
| Finale 1º posto                                                                       |                 |                 |                 |                 |                                                                                              |
| Sándor Erdős (2), Győző Kulcsár (2) Csaba Fenyvesi (2), Pál Schmitt (2)               | HUN             | 8               | 4               | SUI             | Guy Evéquoz (0), Peter Lötscher (0) Daniel Giger (2), Christian Kauter (2)                   |